# Eggebek
Eggebek település Németországban, Schleswig-Holstein tartományban. Lakosainak száma 2603 fő (2023. december 31.).

## Népesség
A település népességének változása:
| Lakosok száma | 1747 | 2393 | 2415 | 2578 | 2580 | 2603 |
|               | 1975 | 2017 | 2019 | 2021 | 2022 | 2023 |